# Mighty Sounds
Mighty Sounds je český letní hudební festival zaměřený převážně na hudební žánry jako punk, ska, hardcore, reggae, rock 'n' roll a další. Prvních pět ročníků se od roku 2005 konalo v Olší u Opařan v okrese Tábor (zhruba 20 km od města Tábor).
Od roku 2010 je festival v areálu táborského letiště Čapův dvůr.
V roce 2007 festival navštívilo okolo 10 tisíc lidí.
V roce 2010 festival přesáhl návštěvnost 12 tisíc lidí.
Na jubilejní desátý ročník v roce 2014 přijelo 15 000 návštěvníků.
Od roku 2015 navštěvuje festival stabilně mezi 10-12 000 návštěvníků.
Počet scén festivalu se mění, ale obvykle jich je 6. Dvě hlavní "živé" open-air scény - jsou určeny pro hlavní program festivalu, tj. headlinery a další interprety. Třetí live scéna umístěná ve velkém šapitó je určená zejména pro mladé kapely, čtvrtá scéna pravidelně hostí menší hudební tělesa, divadelní soubory a různé performery, v noci se pak mění na reggae, dancehall a dub tančírnu. Další scény jsou pak zaměřeny převážně na DJ's, drum'n'bass, jungle, northern soul, retro pop, metal atd.
Od roku 2017 je součástí festivalu i akustická stage.
Festival Mighty Sounds je známý svým několikaletým sporem s Krajskou hygienickou stanicí Jihočeského kraje, která mu od roku 2010 ukládá vysoké pokuty za překročení hlukových limitů dle zákona o ochraně veřejného zdraví. Proti znění zákona, které by dle organizátorů mohlo fakticky zlikvidovat české kulturní akce pod širým nebem, sepsali pořadatelé ve spolupráci s Jihlavským Pivovarem a. s. petici, kterou podepsalo bezmála 17500 lidí. Pokutu pro festival zrušil Nejvyšší správní soud v červnu 2016.
Ve spolupráci s poslancem Vítem Kaňkovským, Ministerstvem zdravotnictví ČR a dalšími odborníky byl vypracován pozměňovací návrh k novele zákona o ochraně veřejného zdraví, který dne 29. ledna 2015 téměř jednomyslně schválil Výbor pro zdravotnictví Poslanecké sněmovny ČR.
Ročníky 2020 a 2021 se kvůli pandemii covidu-19 neuskutečnily. Díky fanouškům, kteří festival podpořili mimo jiné i oficiální crowdfundingovou kampaní Keep The Wind In Our Sails byl festival schopen pokračovat.
Od roku 2023 festival začal festival zásadně technologicky inovovat. Po nasazení cashless platby to byl kompletní přechod na keramická wc místo těch mobilních.

## Ročníky
| Rok  | Datum              | Účastníků   | Vybraní interpreti |
| ---- | ------------------ | ----------- | --- |
| 2005 | 08.-10. červenec   | 4500        | - New York Ska-Jazz Ensemble - Yellow Ubrella - Persiana Jones - Elvis Jackson - Skarface - Irie Révoltés - Polemic - Moon Invaders - Fast Food Orchestra - Tleskač - N.V.Ú. - a další |
| 2006 | 14.-16. červenec   | 6000        | - The Hotknives - Panteón Rococó - Desorden Publico - The Toasters - Polemic - Sto zvířat - Open Season - Jesse James - Mark Foggo's Skasters - Fast Food Orchestra - N.V.Ú. - a další |
| 2007 | 13.-15. červenec   | 10 000      | - Derrick Morgan - Skalariak - Mad Sin - The Slackers - Dr. Ring Ding - The Peacocks - Karamelo Santo - Polemic - Sto zvířat - Fast Food Orchestra - Tleskač - a další |
|      |                    |             | |
| 2008 | 18.-20. červenec   | 12 000      | - Doreen Schaffer - The Real McKenzies - Obrint Pas - Mad Caddies - Denis AlCapone - Irie Révoltés - Demented Are Go - Sonic Boom Six - Vice Squad - Subhumans - The Turbo A.C.'s - The Toasters - Yellow Umbrella - Born to Lose - Polemic - Sto zvířat - Fast Food Orchestra                             |
| 2009 | 18.-20. červenec   | 9000        | - Buzzcocks - Backyard Babies - Pat Kelly - Dave Barker - Chris Ellis - NoMeansNo - Dub Inc. - The Aggrolites - The World/Inferno Friendship Society - Koffin Kats - New York Ska-Jazz Ensemble - The Peacocks - Talco - Deadline - Elvis Jackson - Liberator - Polemic - Sto zvířat - Fast Food Orchestra |
| 2010 | 16.-18. červenec   | 12 000      | - Mad Sin - Donots - Pauline Black - H2O - Third World - Irie Révoltés - Sworn Enemy - The Busters - Civet - Russkaja - Skarface - The Klingonz - Polemic - Ska-P - Sto zvířat - Fast Food Orchestra |
| 2011 | 15-17. červenec    | 12 000      | - Anti-Flag - The Skatalites - Madball - Pennywise - The Casualties - The King Blues - The Creepshow - Obrint Pas - Los Fastdios - No Relax - Dub Pistols - The Mahones - The Dreadnoughts - Karamelo Santo - Sto zvířat                                                                                   |
| 2012 | 13-15. červenec    | přes 10 000 | - Adolescents - Alborosie - Biohazard - Carburetors - D.R.I. - Frank Turner - Gallows - Irie Révoltés - M.A.D.Band - The Locos - The Meteors - Poison Idea - Roy Ellis & The Magic Touch - Sto zvířat - Sreet Dogs - Turbo A.C.'s                                                                          |
| 2013 | 19-21. červenec    | 11 000      | - Anti-Flag - Bad Manners - The Business - Comeback Kid - Ky-Mani Marley - Macka B - Mad Sin - Skindred - Sto zvířat - Stranger Cole - The Subways - Suicidal Tendencies - The Toasters - UK Subs - Vavamuffin - Your Demise - 7 Seconds                                                                   |
| 2014 | 11.-13. července   | 15 000      | - Dropkick Murphys - Perkele - The Slackers - Nekromantix - Evergreen Terrace - Everlast - Irie Révoltés - Che Sudaka - Madball - The Real McKenzies - GBH - Winston Francis - Only Crime - Anti-Nowhere League - Stick to Your Guns                                                                       |
| 2015 | 3.-5. července     | 12 000      | - Enter Shikari - Architects - Dubioza kolektiv - Sick of It All - Protoje - Terror - Dub Inc - Batmobile - Ignite - Derrick Morgan - Cockney Rejects - OFF! - Booze & Glory - Los de Abajo - The Creepshow                                                                                                |
| 2016 | 22.-24. července   | 14 000      | - Perkele - Lagwagon - Irie Révoltés - Julian Marley - Asian dub foundation - The Rumjacks - Skindred - The Locos - The Valkyrians - The Bones - Frank Carter & The Rattlesnakes - The Meteors - Being as an cean - Terrorgruppe - Silverstein                                                             |
| 2017 | 14.-16. července   | 12 000      | - Gogol Bordello - Cock Sparrer - Dubioza kolektiv - Agnostic Front - The Adicts - Ignite - H2O - Big Mountain - Jaya the Cat - Acidez - The Beat - Lions Law - The Toasters - Itchy |
| 2018 | 13.-15. července   | 12 000      | - Anti-Flag - Royal Republic - Sick Of It All - DUB FX - Inner Circle - Talco - The Rumjacks - Mad Sin - The Bronx - Zebrahead - Non Servium - Cancer Bats - Skinny Lister - Booze&Glory |
| 2019 | 12. - 14. července | 10 000      | - Turbonegro - Dubioza Kolektiv - While She Sleeps - Deez Nuts - H2O - The Casualties - The Original Wailers - The Skatalites - Donots - Jaya The Cat |
| 2022 | 8. - 10. července  | 10 000      | - Dropkick Murphys - Social Distortion - Royal Republic - The Rumjacks - Agnostic Front - Anti-Flag - The Baboon Show - Being as an ocean - Dub Pistols - Acidez - Che Sudaka |
| 2023 | 23. - 25. června   | 10 000      | - Rancid - The Interrupters - Enter Shikari - Hatebreed - Dub Fx - Black Flag - Frank Turner & The Sleeping souls - Ignite - Moscow Death Brigade - Booze & Glory - Comeback Kid - Dog Eat Dog |
| 2024 | 28. - 30. června   | 8000        | - Bad Religion - The Hives - Dubioza Kolektiv - Cock Sparrer - The Rumjacks - Agnostic Front - The Baboon Show - Panteón Rococó - The Casualties - Silverstein - Feine Sahne Fischfilet - Counterparts |